# Зыковы (Биртяевское сельское поселение)
Зыковы — опустевшая деревня в Котельничском районе Кировской области в составе Биртяевского сельского поселения.

## География
Располагается на расстоянии примерно 7 км на северо-восток по прямой от райцентра города Котельнич у дороги Котельнич- Киров.

## История
Была известна с 1671 года как деревня Башканова с 1 двором, в 1764 уже Башмаковская с 13 жителями. В 1873 году здесь (Башмаковская или Зыковы) отмечено дворов 9 и жителей 65, в 1905 14 и 107, в 1926 (Зыковы или Башмаковская) 20 и 87, в 1950 14 и 48, в 1989 году оставался 1 человек. Настоящее название утвердилось с 1939 года. Ныне представляет собой урочище.

## Население
Постоянное население не было учтено как в 2002 году, так и в 2010.